# وقار بایراموف
وقار بایراموف (انگلیسی: Vugar Bayramov؛ زادهٔ june ۱۳, ۱۹۷۵ (۴۹ سال)) اقتصاددان، و سیاستمدار اهل جمهوری آذربایجان است